# Расизаде, Артур Таир оглы
Арту́р Таи́р оглы Расизаде́ (азерб. Artur Tahir oğlu Rasizadə; род. 26 февраля 1935, Кировабад, Азербайджанская ССР, СССР) — азербайджанский политический и государственный деятель, премьер-министр Азербайджана (1996—2003 и 2003—2018). Лауреат Государственной премии СССР (1971).

## Биография
Артур Расизаде родился 26 февраля 1935 года в Кировабаде (ныне Гянджа) в семье учителя. Его отец — Таир Мамед оглы Расизаде погиб в 1942 году во время Великой Отечественной войны. В 1952 году Артур Расизаде окончил среднюю школу № 4 в Ленкорани, а в 1957 году — Азербайджанский индустриальный институт им. М. Азизбекова, после чего начал работу инженером в Азербайджанском институте нефтяного машиностроения. В 1973 году Расизаде стал заместителем директора по научной работе этого института. В 1975 году был назначен главным инженером Азнефти Промышленного Машиностроения. В 1977 году Расизаде назначен директором Азербайджанского института машиностроения. В период с 1978 по 1981 год работал заместителем председателя Госплана Азербайджанской ССР. С 1981 по 1986 год был заведующим отдела машиностроения ЦК компартии Азербайджана. С 1986 по 1992 год был первым заместителем председателя Совета министров АзССР, курировал энергетическую, машиностроительную, оборонную, нефтяную и химическую отрасли. С 1992 по 1996 год — советник фонда экономических реформ. С февраля 1996 года помощник президента Азербайджанской Республики, а с 3 мая назначен первым заместителем премьер-министра Азербайджана.
20 июля 1996 года стал исполняющим обязанности премьер-министра Азербайджана, 26 ноября того же года был назначен премьер-министром.
4 августа 2003 года был освобождён от должности премьер-министра и назначен первым заместителем премьер-министра. 4 ноября 2003 года был вновь назначен премьер-министром. Занимал эту должность до выхода на пенсию в апреле 2018 года.
Женат, имеет одну дочь.

## Награды
- Орден «Гейдар Алиев» (20 февраля 2025 года) — за многолетнюю плодотворную деятельность в общественно-политической жизни Азербайджанской Республики и исключительные заслуги на государственной службе[3].
- Орден «Независимость» (23 февраля 2005 года) — за большие заслуги в экономическом развитии Азербайджана[4][5].
- Орден «Честь» (25 февраля 2010 года) — за большой вклад в социально-экономическое развитие Азербайджанской Республики[6][7].
- Орден «Слава» (25 февраля 2015 года) — за вклад в экономическое, социальное и культурное развитие Азербайджанской Республики[8].
- Орден «За службу Отечеству» I степени (24 февраля 2020 года) — за многолетнюю плодотворную деятельность в общественно-политической жизни Азербайджанской Республики[9][10].
- Орден Дружбы народов (7 апреля 2015 года, Белоруссия) — за значительный личный вклад в развитие и укрепление торгово-экономических и гуманитарных связей между Республикой Беларусь и Азербайджанской Республикой[11][12].
- Кавалер ордена Почётного легиона (Франция).
- Орден «Знак Почёта».
- Медаль «В память 300-летия Санкт-Петербурга» (2003 год, Россия)[13].
- Почётная грамота Национального собрания Республики Беларусь (24 февраля 2015 года) — за значительный вклад в укрепление межгосударственных связей между Республикой Беларусь и Азербайджанской Республикой[14].
- Государственная премия СССР в области науки и техники (5 ноября 1971 года) — за создание и промышленное освоение комплексных буровых установок и противовыбросового оборудования[15].